# (74288) 1998 SG134
(74288) 1998 SG134 – planetoida z pasa głównego asteroid okrążająca Słońce w ciągu 4,11 lat w średniej odległości 2,57 j.a. Odkryta 26 września 1998 roku.